# Öja
Öja – wyspa w Szwecji położona na Morzu Bałtyckim. Stanowi południowy kraniec Archipelagu Sztokholmskiego. Ma około 4 km długości i 600 m szerokości. Największą miejscowością na wyspie jest Storhamn. Jest popularnym celem letniskowym, ale na stałe zamieszkana przez około 30 osób.
Wyspa znana jest głównie z latarni morskiej Landsort, stojącej na południowym krańcu. Została ona wybudowana w 1678 roku i jest najstarszą tego typu budowlą w Szwecji. Ma 44,5 m wysokości, a jej światło widoczne jest w promieniu 20 mil morskich. Oprócz tego na jednej z dwóch przystani Storhamn – Västerhamn – znajduje się baza pilotów, którzy wykonują około 4000 operacji rocznie.
Ze względu na łagodny klimat i zwykle niezamarzające morze, wyspa jest siedliskiem ptaków oraz punktem odpoczynkowym podczas migracji. Od lat 40. XX wieku Öja jest częstym celem dla ornitologów. W Bredmar w południowej części wyspy znajduje się obserwatorium ptaków Landsort, działające od 1988 roku.

## Źródła
- Öja/Landsort – VisitSkärgården. visitskargarden.se. [zarchiwizowane z tego adresu (2016-03-03)]. (ang.).
- Landsort – Visit Stockholm (ang.)